# Bellsbank
Bellsbank es una localidad situada en el concejo de East Ayrshire, en Escocia (Reino Unido), con una población estimada a mediados de 2016 de 1270 habitantes.
Se encuentra ubicada al suroeste de Escocia, cerca de la costa del fiordo de Clyde (Canal del Norte) y de la ciudad de Kilmarnock, la capital del concejo.